# 傅莉娟
傅莉娟（1965年—），湖南平江人，汉族，中华人民共和国政治人物、第十二届全国人民代表大会湖南地区代表。
毕业于湖南大学法律专业。加入中国国民党革命委员会。2013年，担任全国人大代表。2018年1月，当选第十三届全国政协委员。曾任平江县副县长、湖南省妇联副主席等职。现为湖南省司法厅副厅长，民革湖南省委副主委，湖南省政协副秘书长。